# Макаров, Леонид Дмитриевич
Леони́д Дми́триевич Мака́ров (29 декабря 1951, село Карсовай Удмуртской АССР — 12 октября 2020, Ижевск) — советский и российский археолог, историк, специалист по средневековой археологии и истории русского населения Вятско-Камского региона, Вятской земли и Русского Севера. Доктор исторических наук, старший научный сотрудник Института истории и культуры народов Приуралья при Удмуртском государственном университете.

## Биография
С детства увлекался ботаникой и географией, любил чертить карты. В 1977 году окончил исторический факультет Удмуртского государственного университета, специализируясь на археологии и защитив дипломную работу по теме «Исследование погребального обряда Агафоновских могильников».
После этого начал заниматься археологией средневекового русского населения Вятско-Камского региона. Такое направление исследований было предложено Р. Д. Голдиной, поскольку археология и история русского населения Вятско-Камского региона, особенно на территории Удмуртской АССР, в то время практически не была исследована (отчасти, в силу национальной направленности удмуртской гуманитарной науки), а накопленный археологический материал нуждался в обобщении.
После окончания университета был оставлен в качестве ассистента на кафедре истории СССР УдГУ, где работал с 1977 по 1981 годы. Участвовал в Камско-Вятской археологической экспедиции Удмуртского государственного университета. Окончил аспирантуру Ленинградского отделения Института археологии АН СССР, где под руководством А. Н. Кирпичникова подготовил и защитил в 1985 году диссертацию на соискание учёной степени кандидата исторических наук по теме «Вятская земля в эпоху средневековья (по данным археологии и письменным источникам)». После аспирантуры работал старшим преподавателем (1986), доцентом (1987) кафедры дореволюционной отечественной истории УдГУ, доцентом кафедры археологии и истории первобытного общества УдГУ (1993). С 1993 года — старший научный сотрудник Института истории и культуры народов Приуралья УдГУ. В 2008 году защитил докторскую диссертацию.
В 1976—1995 годах занимался полевыми исследованиями на Вятке и Средней Каме. В 1977—1978 годах занимался раскопками городища Осиновец возле селения Подосиновца в верховьях реки Юг. В 1979—1991 годах исследовались древнерусские памятники на Средней Вятке — поселение Искра (1983), Никульчинское городище, велись раскопки на территории Кирова. В 1991 и 1995 годах проводились археологические исследования в Прикамье.
Исследовал процессы расселения выходцев из Древней Руси в Вятско-Камском регионе в X—XV веках, выявил собственно древнерусский компонент в памятниках Волжской Булгарии. Были исследованы особенности взаимодействия древнерусского и местного пермского населения и сделан вывод о взаимной интеграции различных по происхождению и характеру культур. Пришёл к убеждению о преобладании мирного характера взаимоотношений между древнерусским и местным населением.
В 2006 году защитил диссертацию на соискание учёной степени доктора исторических наук по теме «Древнерусское население Прикамья в X—XV веках».